# Puente Chund
El puente Chund (en urdú: چنڈ پل; localmente conocido como Chund Pull) es un puente sobre el río Chenab. Se trata de uno de los puentes más antiguos del país asiático de Pakistán. Se encuentra cerca de Chund Bharwana, en el distrito de Jhang. El puente tiene 750 metros de longitud. Su nombre se debe a la ciudad más cercana de Chund Bharwana. Se encuentra a 14 km de Jhang.